# Flashback / Komorebi no Uta
Singles de High and Mighty Color
Amazing
(2007) Hot Limit
(2008)
Flashback / Komorebi no Uta est le 14e single de High and Mighty Color sorti sous le label SME Records le 27 février 2008 au Japon. Il atteint la 39e place du classement de l'Oricon. Il se vend à 3 389 exemplaires la première semaine et reste classé 3 semaines, pour un total de 4 368 exemplaires vendus.
Flashback a été utilisé comme 2e thème d'ouverture et Komorebi no Uta comme thème de fin pour l'anime Jūshin Enbu. Flashback et Komorebi no Uta se trouvent sur l'album Rock Pit.

## Liste des titres
| 1. | Flashback (フラッシュバック)                  | Maakii & Yuusuke | Meg     | 4:39 |
| 2. | Komorebi no Uta (木漏レビノ歌)                | Maakii & Yuusuke | Yuusuke | 3:44 |
| 3. | Flashback (Instrumental) (フラッシュバック)   |                  | Meg     | 4:39 |
| 4. | Komorebi no Uta (Instrumental) (木漏レビノ歌) |                  | Yuusuke | 3:41 |